# Ratsberg
Koordinaten: 53° 40′ N, 9° 48′ O

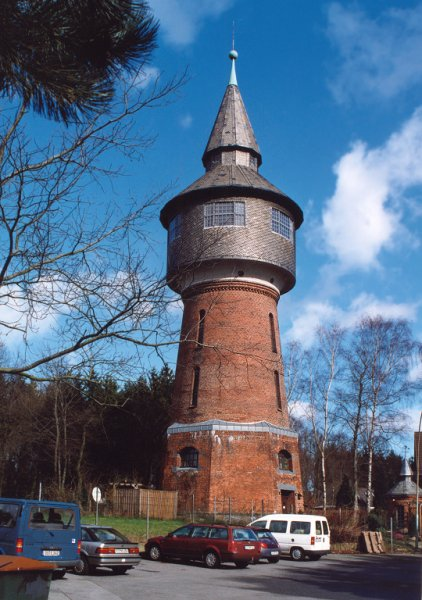
Pinneberger Wasserturm im Stadtteil Ratsberg

Ratsberg ist ein Stadtteil der holsteinischen Kreisstadt Pinneberg im Land Schleswig-Holstein. Er ist der nördlichste Teil der Stadt und war ein Teil der früheren Landgemeinde Pinnebergerdorf. In offiziellen Dokumenten und Plänen wird nur noch der aktuelle Name Ratsberg verwendet, während im Volksmund auch noch analog die Bezeichnungen Pinneberg Nord und Pinnebergerdorf gebräuchlich sind.

## Geographie
Ratsberg liegt nördlich der Pinnau zwischen den Zuflüssen von Riedbach und Mühlenau. Der Wasserstand der Pinnau, die 19 km weiter westlich in die Unterelbe mündet, ist ab hier gezeitenabhängig. Zusammen mit der Bahnstrecke Hamburg-Altona–Kiel bildet die Pinnau weitgehend die Südgrenze Ratsbergs. Südlich davon liegen die Gemeinde Rellingen und die Pinneberger Stadtteile Zentrum und Quellental. Im Westen grenzt Ratsberg an die Gemeinde Prisdorf, im Norden an die Gemeinden Kummerfeld und Borstel-Hohenraden sowie im Osten an die Gemeinde Tangstedt.

## Geschichte
Ratsberg umfasst vor allem die frühere Landgemeinde Pinnebergerdorf, die 1905 mit 532 ha Fläche und 1.500 Einwohnern nach Pinneberg eingemeindet wurde. Im Zuge der Industrialisierung hatten sich hier viele in Pinneberg tätige Arbeiter niedergelassen. Die heutige Bebauung stammt mit Ausnahme der Neubaugebiete vorwiegend aus den 1930er, 50er und 70er Jahren. Auch der 1912 erbaute Wasserturm, eine Art Wahrzeichen Pinnebergs, gehört heute zum Stadtteil Ratsberg.

## Verkehr und Infrastruktur
An der Südwestgrenze des Stadtteils verläuft die Bahnstrecke Hamburg-Altona–Kiel. Die nächsten Bahnhöfe liegen ein bis zwei Kilometer entfernt in Prisdorf und im Zentrum Pinnebergs. Von hier aus bestehen direkte Regionalverbindungen nach Hamburg, Itzehoe und Kiel sowie eine S-Bahn-Verbindung nach Hamburg und Stade. Die Buslinien 185 und 594 der Verkehrsbetriebe Hamburg-Holstein verbinden Ratsberg mit Wedel, Quickborn, Norderstedt, Ellerhoop und dem Westen Hamburgs.
Im Osten Ratsbergs verläuft die Autobahn 23 mit der Anschlussstelle Pinneberg Nord, die den Stadtteil und das dort liegende Industriegebiet mit Hamburg und Heide (Holstein) verbindet. Außerdem laufen in Ratsberg mehrere Landesstraßen zusammen: Im Nordosten führt die L 76 nach Quickborn, im Westen die L 106 nach Uetersen und im Nordwesten die L 107, an der ein weiteres Industriegebiet liegt, nach Elmshorn. Im Westen des Stadtteils ist eine Umgehungsstraße geplant, die die A 23 mit Pinnebergs Westring und der L 103 nach Schenefeld und Hamburg verbinden soll.
Die Pinnau ist ab Ratsberg eine Bundeswasserstraße und unterliegt der Seeschifffahrtsstraßen-Ordnung. Sie mündet in die Pagensander Nebenelbe und fließt über die Elbe in die Nordsee ab. Jenseits der A 23 liegt die Wetterfunksendeanlage Pinneberg.
Ratsberg verfügt über zwei Kindertagesstätten, eine Grundschule sowie eine Grund- und Regionalschule (Schulzentrum Nord).